# 국제원산지정보원
재단법인 국제원산지정보원(國際原産地情報院, Korea Institute of Origin Information, KIOI)은 본격적인 FTA 활용시대를 맞이하여, 정부기관 및 민간부문에 정확한 원산지 정보를 제공함으로써 국익보호와 수출입 기업 발전에 기여하기 위해 설립되었다. 경기도 성남시 분당구 야탑로205번길 8 (야탑동, 성남세관빌딩)에 위치하고 있다.

## 설립 근거
- 민법 제32조 (비영리법인의 설립과 허가)

## 연혁
- 2009년 2월  : 한국원산지정보원 개원 (한국관세사회 부설)
- 2010년 1월 : 재단법인 국제원산지정보원 출범
- 2010년 1월 : 원산지정보 수집분석 전문기관 지정 (관세청)
- 2010년 6월 : 원산지관리사 자격시험 시행기관 지정 (관세청)
- 2015년 1월 : 기타공공기관 지정

## 조직
- 감사 (비상임)
- 이사회

### 원장

#### FTA총괄본부
- 경영기획실
  - 기획총괄팀
  - 교육자격팀
  - 전산관리팀
- 연구기획실
  - 정책연구팀
  - 활용연구팀
  - 정보분석팀
- 이행지원센터
  - 서울센터
  - 인천센터
  - 대구센터
  - 부산센터
  - 광주센터